# Pseudoglossanthis
Pseudoglossanthis là một chi thực vật có hoa trong họ Cúc (Asteraceae).

## Loài
Chi Pseudoglossanthis gồm các loài: